# Paul Darragh
Pour les articles homonymes, voir Darragh.
Paul Darragh (né le 28 avril 1953 — mort le 4 janvier 2005) était un cavalier de saut d'obstacles irlandais.
Paul Darragh ouvre son palmarès international en remportant la médaille d'argent aux championnats d'Europe junior 1969 à Dinard avant d'accrocher l'argent l'année suivante à Saint-Moritz. Il représente ensuite 54 fois l'Irlande en Coupe des Nations et connaît également la sélection olympique et aux championnats du monde.
Paul Darragh fait partie de l'équipe irlandaise qui remporte en 1977 et 1979, trois fois consécutivement le CSIO de Dublin.
Il achève sa carrière en devenant entraîneur, permettant à la princesse Haya d'être la première Jordanienne sélectionnée aux Jeux olympiques de Sydney en 2000 dans les épreuves de saut d'obstacles.